# ايمانويل كوهن
ايمانويل كوهن (بالإنجليزية: Emanuel Cohen)‏ هو منتج أفلام أمريكي، ولد في 5 أغسطس 1892، وتوفي في 9 سبتمبر 1977.

## وصلات خارجية
- ايمانويل كوهن على موقع IMDb (الإنجليزية)
- ايمانويل كوهن على موقع قاعدة بيانات الفيلم (الإنجليزية)
- ايمانويل كوهن على موقع كينوبويسك (الروسية)